# Peregrinările lui Tuf
Peregrinările lui Tuf (1987) (titlu original Tuf Voyaging) este o culegere de povestiri science fiction legate între ele, scrise de George R. R. Martin și aranjate sub forma unui roman. Cartea este o meditație făcută cu umor negru despre mediu și puterea absolută. Martin a declarat că stilul lui Jack Vance, pe care a încercat să îl imite în multe dintre povestirile despre Tuf, a influențat această carte.
Cartea cuprinde povestiri publicate începând din 1976, când a apărut "O fiară pentru Norn" și continuând cu cele despre S'uthlam (publicate în revista Analog). Cartea povestește aventurile lui Haviland Tuf, un comerciant spațial solitar, deosebit de înalt, chel, foarte palid, supraponderal, flegmatic, vegetarian și iubitor de pisici. El ajunge stăpân pe Arcă, o antică și foarte puternică navă de război cu capacități ecologice avansate, de 30 de kilometri lungime. Tuf călătorește prin galaxie, oferindu-și serviciile lumilor cu probleme de mediu și, uneori, impunând propriile soluții.

## Conținut
Cartea cuprinde un prolog și șapte povestiri, acestea fiind:
- Steaua molimei (The Plague Star)
- Pâini și pești (Loaves and Fishes)
- Păzitori (Guardians)
- Al doilea ajutor (Second Helpings)
- O fiară pentru Norn (A Beast for Norn)
- Numiți-l Moise (Call Him Moses)
- Mana din cer (Manna from Heaven)

### Steaua molimei
Povestea începe în momentul în care patru persoane cer permisiunea să se îmbarce: Celise Waan - un antropolog, Jefri Lion - un soldat în rezervă, Annitas - o ființă pe jumătate robot și Kaj Nevis - conducătorul expediției. Ei o angajează pe mercenara Rica Dawnstar ca bodyguard și apelează la serviciile lui Haviland Tuf, un comerciant fără un succes deosebit.
Destinația lor este așa numita "stea a molimei", care aduce boli și molimi la fiecare a treia generație de pe o mică lume îndepărtată. Se dovedește că aceasta este o navă de germinare aproape părăsită a defunctului Corp al Inginerilor Ecologi. Nava lui Tuf, Cornul abundenței cu bunuri excelente la prețuri minime, este avariată de apărarea automată a navei de germinare, iar trei dintre ocupanții Cornului abundenței trec la bordul celeilalte nave, folosind costume presurizate, în timp ce restul reușesc să aterizeze pe ea.
Sălile navei de germinare sunt contaminate cu diferite molime exotice. Una dintre pisicile lui Tuf este omorâtă de molime, iar Tuf se folosește de capacitățile navei de germinare pentru a o clona. Între timp este lansată a doua apărare: sunt dezlănțuiți monștri de pe diferite lumi și din diferite epoci, inclusiv un Tyrannosaurus rex. Patru dintre pasagerii lui Tuf sunt omorâți fie de molime, fie de monștri, fie de alt pasager. Rica Dawnstar, responsabilă cu camera de control, încearcă să îl omoare pe Tuf, dar planul ei eșuează când Tuf folosește una dintre armele abandonate ale echipajului și propria ei agresivitate pentru a o învinge.

### Pâini și pești
Haviland Tuf merge împreună cu noua sa navă, Arca, pe lumea S'uthlam, o lume aflată în pragul războiului cu lumile locuite din jur. S'uthlam are nevoie de resurse în continuă creștere din cauza exploziei demografice, apărută ca urmare a credinței religioase a populației în voința divină de înmulțire fără restricții, în ciuda faptului că asta poate duce - și a făcut-o, în trecutul recent - la foamete sau la acțiuni militare de cucerire.
Din acest motiv, autoritățile S'uthlam vor Arca pentru ele, atât ca resursă pentru a stoarce biologia sistemului lor solar de resurse pentru o producție mai bogată în calorii, cât și ca armă de război. Pentru a-și asigura victoria, Maica Păianjen Tolly Mune răpește una dintre pisicile lui Tuf. Ea pune un pariu cu Tuf: dacă acesta va rezolva foametea inerentă de pe S'uthlam, ea îi va da înapoi pisica și îi va permite să își repare nava, iar dacă va pierde, S'uthlam va păstra nava de germinare.
Tuf propune în primă fază restricționarea practicilor reproductive, dar din cauza fixației religioase de pe S'uthlam, opțiunea este respinsă. Creșterea populației nu va fi controlată, ceea ce va duce la un viitor suicidal de foamete și război.
Pentru a rezolva problema, Tuf folosește capacitățile navei pentru a furniza plante și animale exotice capabile să susțină populația. Văzând capacitățile Arcei, autoritățile încep să își dorească tot mai mult să intre în posesia ei. Tolly Mune, dezgustată de politică și de situație, îl ajută pe Tuf să evadeze de pe S'uthlam, dar el o anunță că va reveni pentru a-și plăti datoria.

### Păzitori
Tuf ajunge pe Namor, o lume oceanică în care monștrii apelor atacă populația locală. În schimbul unui onorariu, el își oferă ajutorul. Oamenii de pe Namor devin tot mai disperați și nerăbdători, mai ales când văd că apar monștri capabili să umble pe uscat. Lui Tuf i se forțează mâna și dă naștere unui baraj de creaturi care să lupte contra monștrilor.
Strategia este inițial încununată de succes, dar, curând, monștri dobândesc imunitate în fața creaturilor de pe alte lumi. Tuf își reia munca, găsind o soluție. Cu ajutorul pisicii sale cu abilități psionice, el descoperă pe Namor o specie despre care nu se știa că este inteligentă: oalele-de-mâl, locuitori sesili de pe fundul apelor (considerați o delicatesă de către coloniștii namorieni) legați telepatic într-o minte uriașă, care controlează speciile inferioare de pe planetă ca niște bio-ingineri abili.
Tuf reușește să comunice cu oalele-de-mâl și mediază un tratat de pace, oamenii acceptând să nu mai mănânce aceste ființe inteligente. El le dăruiește conducătorilor Namorului pisici cu capacități psionice pentru a ușura comunicarea cu oalele-de-mâl.

### Al doilea ajutor
Tuf revine pe S'uthlam pentru a-și plăti datoria. Aclamat ca erou datorită realizărilor în domeniul furnizării hranei, el a devenit personajul lui Tuf and Mune, un film dramatic lipsit de acuratețe despre prima aventură a lui Tuf în S'uthlam, realizat de Mune pentru a încuraja sprijinul publicului în privința planului lui Tuf (și pentru a-și salva pielea după ce l-a ajutat pe Tuf să fugă cu Arca).
În mod paradoxal, criza suprapopulării a devenit și mai acută, datorită răspunsului exagerat de optimist al oamenilor la "Înflorirea produsă de Tuf", care a dus la creșterea ratei lor de reproducere. Tuf se străduiește să furnizeze recolte și animale mai eficiente, insistând și asupra difuzării la scara întregii planete a unui discurs în care să se prezinte îmbunătățirile pe care le are în plan pentru S'uthlam. La finalul discursului, el lansează un avertisment:
"Singura, adevărata și permanenta soluție nu se găsește la bordul Arcei mele, ci în mintea și în măruntaiele fiecărui cetățean s'uthlamez. Trebuie să practicați abstinența și să introduceți imediat controlul nașterilor. Trebuie să încetați imediat procrearea fără discernământ!"
În mod predictibil, acesta declanșează fanatismul religios, iar Tolly Mune reușește cu greu să îl scape pe Tuf din ghearele mulțimii s'uthlameze furioase.

### O fiară pentru Norn
Tuf este acostat de Herold Norn, maestru principal pentru animale al casei Norn de pe Lyronica. Casa Norn are nevoie de fiare pentru luptele din Arena de Bronz de pe Lyronica. După ce asistă la o luptă din Arenă (care îl îngrozește prin barbarismul ei), Tuf acceptă să furnizeze un lot de pantere de cobalt (și unul de animale aparent inofensive, care să fie prăsite pe Lyronica pentru hrana panterelor de cobalt) Casei Nord.
Când Casa Norn obține o serie de victorii cu ajutorul panterelor lor de cobalt, Tuf este acostat pe rând de alte case, pentru a le furniza fiare și mai letale (și animale de consum compatibile). În cele din urmă, cea mai mare dintre Case îi cere o fiară și, de asemenea, îi propune să înceteze să trateze cu celelalte Case de pe Lyronica, ceea ce Tuf acceptă cu bucurie.
Herold Norn revine la Tuf pentru a se plânge că panterele de cobalt nu se împerechează și că animalele crescute ca hrană pentru ele se reproduc fără oprire, invadând insulele norniene și făcând imposibilă revenirea la reproducerea fiarelor pe care Casa Norn le dădea, inițial, Arenei de Bronz. Se dovedește că Tuf a introdus specii diferite pentru hrana fiarelor de pe teritoriul fiecărei Case pentru a schimba irevocabil ecosistemul regional, acesta devenind incapabil să mai susțină prădătorii mari de care depindeau luptele din Arena De Bronz.

### Numiți-l Moise
În timp ce mânca într-un restaurant, Tuf este atacat de Jaime Kreen. Kreen este comdamnat pentru acest atac și dat drept servitor lui Tuf. Kreen îi explică faptul că societatea lui (o arcologie avansată tehnologic de pe planeta Caritate) a fost acaparată de un lider religios primitiv pe nume Moise. Inspirându-se din Biblie, Moise a dezlănțuit plăgi asupra locuitorilor argologiei, scoțându-i din oraș și punându-i să lucreze sub Sfânta Restaurare Altruistă a revenirii la natură.
Kreen încercase să îl omoare pe Tuf deoarece punea plăgile lui Moise pe seama reputației de inginer ecologist pe care el și-o făcuse. Tuf își dă seama că "plăgile" lui Moise (de fapt simulări cu tehnologie primitivă realizate prin sabotarea sitemului închis al arcologiei) îi oferă o șansă de câștig.
Kreen este trimis pe planetă pentru a-i aduce la negocieri pe foștii conducători ai acum-cuceritei și evacuatei arcologii, pe care Tuf se oferă să îi ajute împotriva lui Moise, contra cost. Folosind tehnologia Arcei', Tuf îi apare lui Moise ca Dumnezeu, sub forma unui stâlp de foc. El îi lovește pe susținătorii lui Moise cu plăgile biblice, dar acestea sunt răspândite la scara întregii planete, în loc să fie doar niște mici fraude locale, ca acelea ale lui Moise.
După două atacuri, Tuf îl invită pe Moise pe Arcă și îi arată simulările oribilelor plăgi care urmează să-l lovească pe el și pe susținătorii lui. Îngrozit, Moise renunță la revendicările sale asupra populației arcologiei și la fanatismul religios brutal, revenind la confortul vieții moderne.

### Mana din cer
Tuf revine pentru a treia oară pe S'uthlam pentru a-și plăti și ultima parte a datoriei. De data aceasta, S'uthlam se află în pragul războiului cu forțele aliate ale vecinilor săi. Tolly Mune, acum Prim Consilier, vine la bordul Arcei pentru a discuta posibilitatea dobândirii navei de germinare pentru îndeplinirea scopurilor s'uthlameze.
Problema populației s'uthlameze a rămas, fiind mai rea ca niciodată, deoarece inovațiile lui Tuf din precedenta vizită nu au fost folosite pe deplin. Societatea a început să colapseze, iar un război social pare iminent. Tuf caută o soluție și convoacă o întâlnire a tuturor lumilor pe cale să intre în conflict, prezentându-le soluția lui - o plantă comestibilă numită 'mana', care va crește din belșug pe S'uthlam și va elimina problema foametei. După câteva dispute în urma cărora Tuf amenință cu folosirea puterii militare a navei sale de germinare împotriva oricui va refuza soluția, lumile ostile acceptă armistițiul. Tuf îi va revela ulterior lui Tolly Mune că mana va hrăni poporul ei, dar va inhiba libidoul s'uthlamezilor și va duce la sterilizarea unei importante părți a populației. El o părăsește pe Mune în fața unei decizii cruciale pentru S'uthlam, sugerându-se că ea acceptă să furnizeze mana pentru a împiedica războiul și foametea.

## Evoluția lui Tuf
La începutul cărții, Tuf este un neguțător interstelar neimplicat și mai curând inept, umil și blând (la suprafață), dezgustat de contactul cu alți oameni și iubitor de pisici. Pe măsură ce povestea avansează, se doedește că Tuf este stăpân de sine, căruia puterea Arcei îi permite să rezolve probleme aparent fără soluție de pe alte lumi. Explicându-i de ce îl ajută să fugă cu Arca în prima escapadă de pe S'uthlam, Tolly Mune spune că "Puterea corupe..., iar puterea absolută corupe în mod absolut" (citat după dictonul lordului Acton). Mune apreciază că nu există om incoruptibil, dar că, dacă ar exista, acela ar fi Tuf. Ea mai afirmă că nu ar avea încredere în conducătorii unei lumi care ar avea la dispoziție puterile Arcei. 
Aceasta se va dovedi o predicție neîndurătoare. Descoperind că problemele majorității clienților lui nu țin de catastrofe ecologice ci, mai curând, sunt rezultatul cupidității, stupizeniei, birocrației, fanatismului religios și înclinației spre violență, el le rezolvă problemele exploatându-le slăbiciunile, așa cum se întâmplă pe Lyronica, unde face imposibil pentru MArile Case să continue luptele din Arena de Bronz.
Pe Namor, el găsește soluția luând legătura cu rasa despre care nu se știa că ar fi inteligentă și convingându-i pe coloniști să nu o mai distrugă, ci să coopereze cu ea. Pe Caritate, el condamnă atât incompetența administratorilor arcologiei ("Prin pregătirea ta ești un birocrat", îi spuse Tuf lui Jaime Kreen, "și, ca atare, nu ești bun de nimic"), cât și tirania religioasă a Sfintei Restaurări Altruise a lui Moise.
În sfârșit, el oferă s'uthlamezilor și dușmanilor lor o soluție care previne atât războiul, cât și foametea, dar, pe ascuns, impune controlul nașterilor "nebuniei religioase" a Bisericii Evoluției Vieții de pe S'uthlam, forțând-o pe Tolly Mune să accepte implozia indusă a populației ca singura alternativă la colapsul social și genocid.